# Phyllis

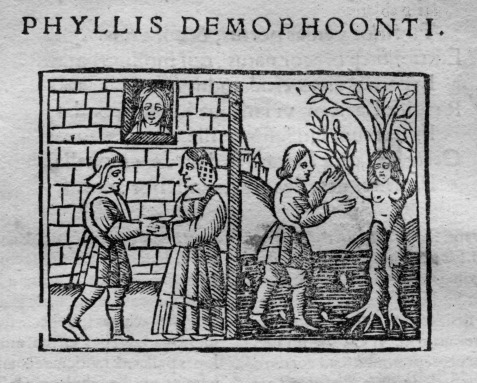
Phyllis und Demophon. Holzschnitt mit der Brief-Anredeformel aus dem frühen 16. Jahrhundert

Phyllis (altgriechisch Φυλλίς Phyllís, deutsch ‚Ast mit Blättern‘) ist eine Gestalt der griechischen Mythologie.
Die Tochter des thrakischen Königs Sithon gab sich aus Gram über die lange Abwesenheit ihres Geliebten Demophon den Tod und wurde in einen blattlosen Mandelbaum verwandelt, der, von Demophon dann umarmt, Blätter trieb.
Diese Geschichte ist der Inhalt des zweiten Briefes von Ovids Heroides.
In Hirtengedichten wurde Phyllis gerne als Name für liebeskranke Schäferinnen benutzt.